# 古別什峰
78°27′24″S 84°09′58″W / 78.45667°S 84.16611°W

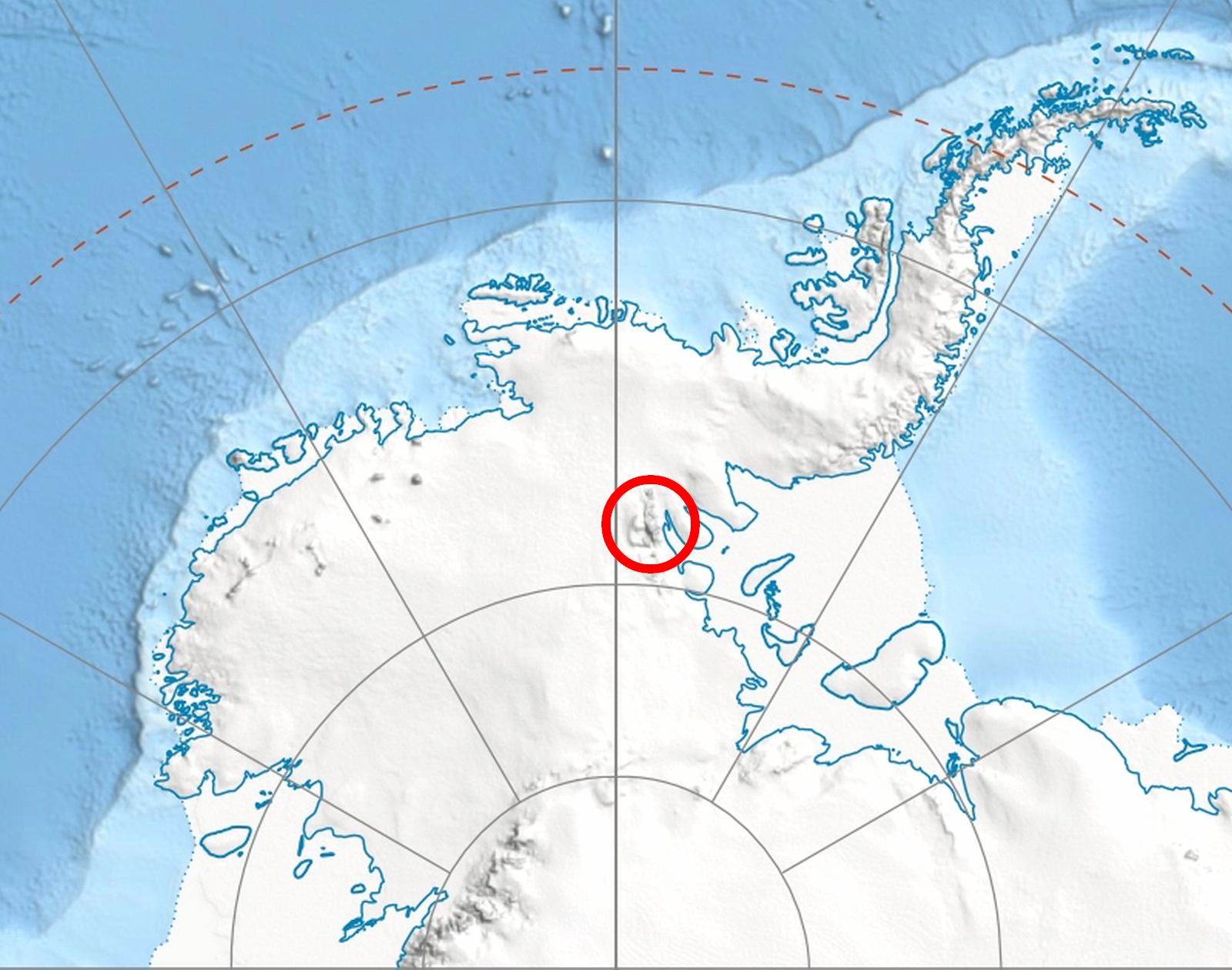

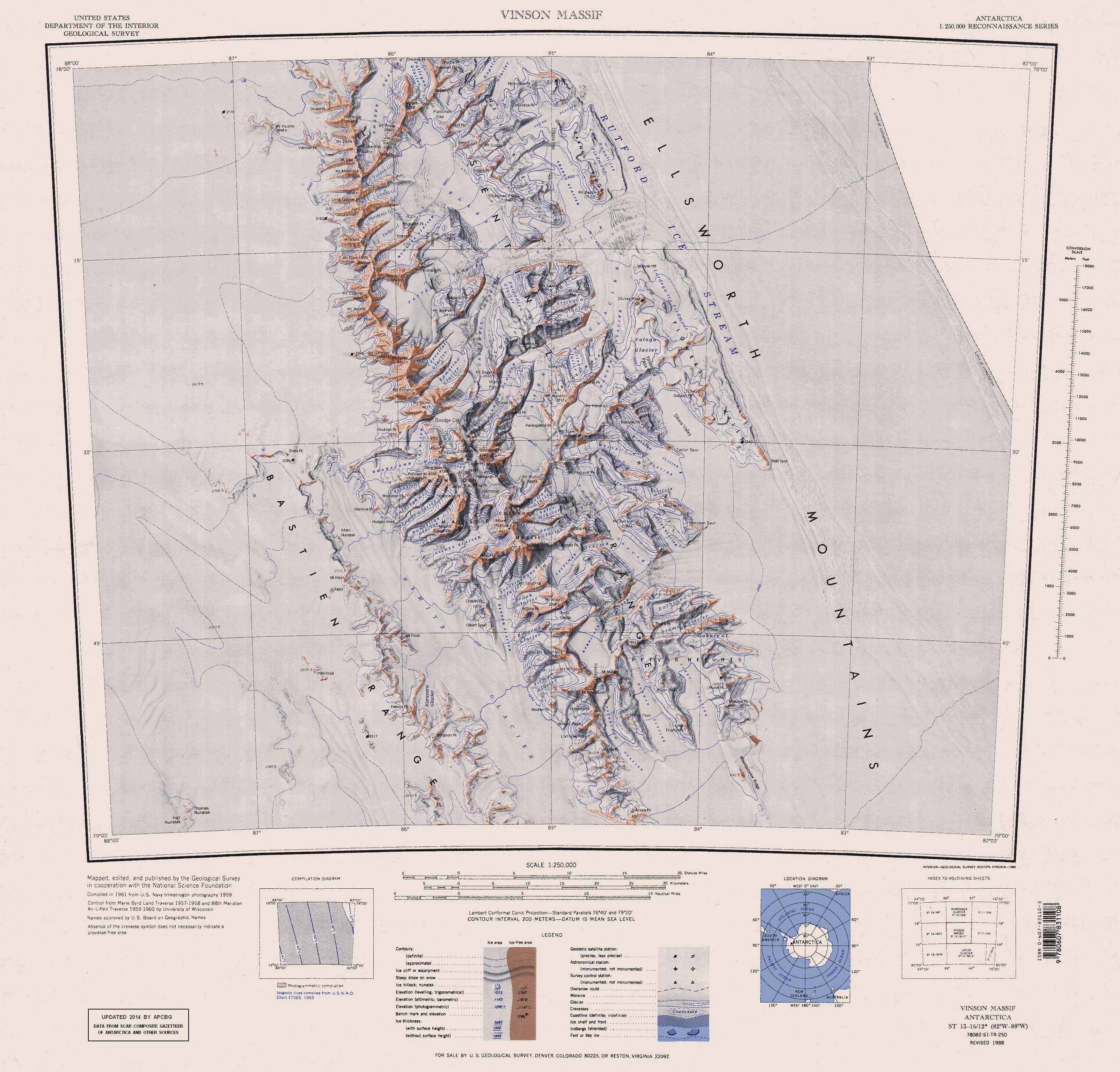

古別什峰（Gubesh Peak），是南極洲的山峰，位於埃爾斯沃思地，處於哈維納山東北面11.29公里和迪基峰東南面13.95公里，屬於埃爾斯沃思山脈中森蒂納爾嶺的一部分，海拔高度1,240米，以保加利亞西部城鎮命名，現時由南極條約體系管理。